# 香港童軍總會歷史

## 成立之初
| 時間          | 事件 |
| ------------- | --- |
| 1909年        | 香港童軍由英國的童軍運動推廣進入。 |
| 1911年        | 一些英國商人及軍人才正式組織童軍旅團。 |
| 1912年        | 香港總督梅含理爵士出任香港童軍總領袖。 |
| 1912年4月16日 | 童軍運動始創人貝登堡勳爵訪問香港。 |
| 1913年9月20日 | 聖若瑟書院的香港第1旅率先成立。 |
| 1914年5月1日  | 香港第1旅正式在英國童軍總會註冊，成為香港童軍史上的第一個旅團。同年，麥夏德少校被委任為香港總監。 |
| 1915年3月20日 | 香港首次童軍大會操舉行。 |
| 1915年7月     | 「香港童軍總會」組成，負責統籌一般訓練及活動事務。然而，由於適逢第一次世界大戰的爆發，當時在港的英軍，包括大部分的童軍領袖，都需要回國服務，因此香港的童軍運動被迫暫時進入了休眠狀態。 |
| 1919年        | 香港總督司徒拔爵士出任香港童軍總領袖。 |
| 1920年        | 適逢戰後，香港第1旅創辦人之一的寶雲中校（前少校）再到香港重組香港童軍總會。 |
| 1921年1月8日  | 在花園道口的美利操場（現長江集團中心的位置）舉行戰後首次童軍大會操，到現在仍有定期舉行 。 |
| 1921年        | 華德利牧師被委任為香港總監。 |
| 1922年4月6日  | 當時英國的威爾斯親王（亦稱威爾斯太子，也是後來的英王愛德華八世）訪問香港，並捐贈一面繡有其「紋章」之錦旗授給香港童軍總會作為童軍比賽的錦標。 |
| 1923年        | 首屆威爾斯太子錦標賽舉行，到現在仍有定期舉行（於1999年起更名為深資童軍錦標賽）。 |
| 1925年        | 香港總督金文泰爵士出任香港童軍總領袖。 |
| 1929年        | 初期的童軍活動沒有一個固定的會址，多年來都是臨時借用舊政府大樓的房間作為辦公室及集會之用，而一些經常性活動也得借用位於告士打道的「海員會所」來舉行。但在這一年，香港童軍總會以16,000港元購得位於柴灣海旁的一個營地，命名為「柴灣營地」（柴灣公園現址）。同年，香港童軍開始參與國際性童軍活動，參加了英格蘭西北部的伯肯赫德鎮舉行「第3屆世界童軍大會」。 |
| 1930年        | 香港總督貝璐爵士出任香港童軍總領袖。 |
| 1934年        | 侯利華會督被委任為香港總監。 |

## 第二次世界大戰期間[3]
| 時間           | 事件 |
| -------------- | --- |
| 1936年         | 香港總督郝德傑爵士出任香港童軍總領袖。同年，首屆童軍木章訓練班(第二段)在柴灣營地舉行。 |
| 1937年         | 香港總督羅富國爵士出任香港童軍總領袖。 |
| 第二次世界大戰 | 中國全面抗戰，大量難民湧入香港，童軍不但分擔救助難民工作，香港童軍總會還應香港政府要求，分擔防空、傳訊和救護等工作，並且成立童軍傳訊隊。一些童軍領袖或年長的童軍成員在各類民防單位工作，如在後備消防、後備警察、特務警察或在義勇軍中服役。他們在香港保衛戰中作出了貢獻，一些隊員甚至犧牲了生命。 |
| 1940年8月      | 首屆童軍大會在香港島聶高信山舉行。 |
| 1941年         | 香港總督楊慕琦爵士出任香港童軍總領袖。其時童軍運動成員已達1500人。 |

## 戰後發展[3]
日軍投降後，香港遍地殘垣，英國童軍總會特別派遺了一隊「國際童子軍支援服務隊」來港，協助重建工作。其後，在侯利華會督及柯昭璋的領導下，童軍運動再度復活，1946年的童軍運動成員突破2000人。亦成立了「先進童軍」，即現時的深資童軍。
1947年，香港總督葛量洪爵士士出任香港童軍總領袖。而且得到軍部的幫助，撥出花園道近山頂纜車站的一塊土地建造新總部之用，由當年香港童軍總會會長摩士爵士主持落成儀式，一所命名為「摩士小屋」的新總部於1949年11月12日正式啟用。同年，田家騰出任首位香港訓練總監。
1950年，柯昭璋被委任為香港總監。
1951年，香港童軍總會將香港劃分為香港區、九龍區、新界區3個童軍區。同年，香港童軍總會成立香港訓練總隊、舉行首屆嘉爾頓錦標比賽；盧孟暄被委任為香港訓練總監；香港童軍代表團參加第7屆世界童軍大露營。
1952年，香港區及新界區各自劃分為2個童軍區。
1953年，陸榮生被委任為香港總監，韓志海被委任為香港訓練總監。
1954年，高本被委任為香港總監，赫達被委任為香港訓練總監。同年6月24日，英國及英聯邦童軍總領袖羅華倫勳爵訪港。
1956年8月1日，弱能童軍支部成立。同年，香港童軍代表團參加第3屆泛太平洋區大露營。
1957年，首屆訓練隊隊員專訓練班舉行。同年，香港童軍代表團參加第9屆世界童軍大露營。同年10月19日至10月22日，首次香港童軍大露營在新界上水金錢村舉行。
1958年，香港總督柏立基爵士出任香港童軍總領袖，馬基被委任為香港訓練總監。同年，童軍運動始創人貝登堡勳爵夫人訪港。同年8月29日至8月30日，第1屆基維爾聯誼會在新界將軍澳舉行。
1959年，香港童軍代表團參加第10屆世界童軍大露營。

## 六七十年代[3]

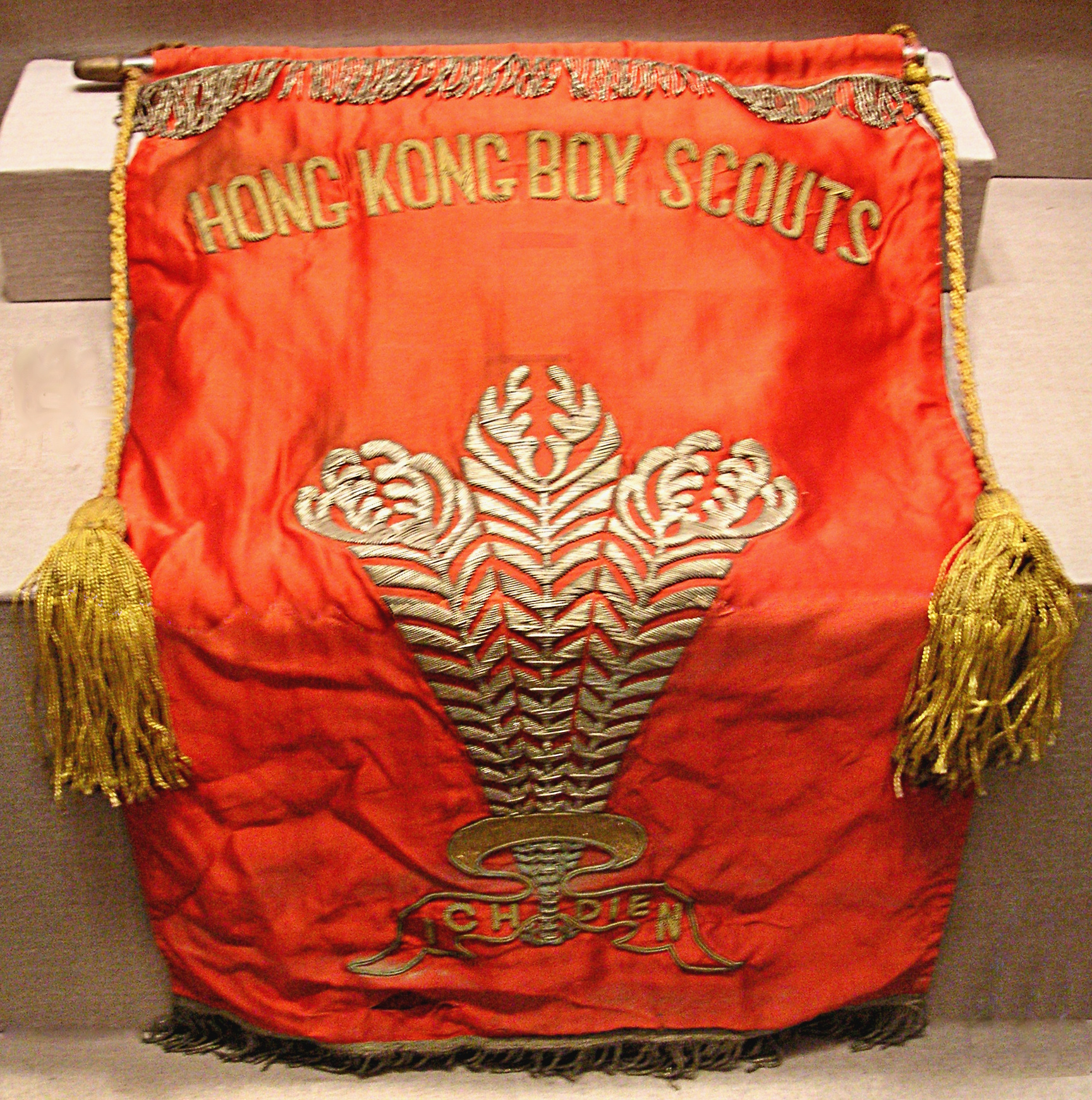
1960年代的威爾斯太子錦標賽錦旗

六七十年代是香港童軍的黃金時期開始，首先是於1960年獲香港政府撥出一塊於九龍飛鵝山約200,000平方米之土地用作童軍營地，定名為「基維爾營地」，後再獲撥出位於荃灣西約的土地，名命為「下花山營地」。
1960年，黃境康被委任為香港訓練總監。
1961年，英國及英聯邦童軍總領袖麥祺連爵士訪港。同年，黃益康被委任為香港訓練總監。
而1961年，50週年金禧紀念，香港童軍總會於12月27日至1962年1月2日在啟德機場附近的九龍仔(即現在的九龍仔公園)舉行了首次在香港舉行之國際大露營─「香港金禧大露營」，參加者共2,732人。
1962年，香港童軍代表團參加第3屆日本全國童軍大露營。同年，貝登堡勳爵夫人訪港。
1963年，羅徵勤被委任為香港總監。同年，香港童軍總會於羅富國教育學院成立童軍輔助團；香港童軍代表團參加第11屆世界童軍大露營。
1964年，香港總督戴麟趾爵士出任香港童軍總領袖，馬基再次出任香港訓練總監。同年，香港童軍代表團以觀察員身分參加第4屆遠東區童軍會議。
1965年，香港總監羅徵勤以英國童軍代表團成員身分，參加世界童軍會議。同年，盧觀榮被委任為香港訓練總監。
1966年，香港童軍代表團參加第4屆世界童軍訓練會議、第4屆日本全國童軍大露營。同年，香港童軍總會成立首個見習領袖旅；貝登堡勳爵夫人訪港。
1967年，馬基再次出任香港訓練總監。同年，香港童軍總會實施第1個五年拓展計劃、在九龍基維爾營地舉行小隊長大露營；香港童軍代表團參加第12屆世界童軍大露營；。
1968年，香港童軍總會成為遠東區童軍議會之輔助會員。同年3月31日，新界荃灣下花山營地正式開放使用。同年，香港童軍代表團參加第6屆遠東區童軍會議；「港島地域」、「九龍地域」及「新界地域」成立。
1969年，童軍知友社成立。同年，香港童軍代表團以觀察員身分出席第22屆世界童軍會議。
1970年，香港童軍代表團參加第5屆日本全國童軍大露營、出席第7屆遠東區童軍會議。同年，香港童軍總會舉行首屆香港總監盾幼童軍比賽；陳溥志被委任為香港訓練總監。
1970年，由於柴灣的發展，柴灣營地被香港政府收回，於是香港政府在大潭撥地讓香港童軍成立大潭童軍中心，此外香港童軍又在大埔區增設了洞梓童軍中心。
1971年，香港總督麥理浩爵士出任香港童軍總領袖、洪昭安被委任為香港訓練總監。同年7月22日至7月28日，香港童軍總會舉行鑽禧大露營。同年7月23日，香港郵政發行3枚童軍鑽禧紀念郵票。同年，香港童軍總會主辦第2屆世界童軍公共關係研討會、第5屆英聯邦童軍會議、舉行首屆亞太區專業童軍領袖訓練班、在香港島馬禮遜堂舉行首屆深資童軍領袖會議；香港童軍代表團參加第13屆世界童軍大露營。
1972年，香港童軍總會實施第2個五年拓展計劃。同年，香港童軍代表團出席第8屆亞太區童軍會議；大潭童軍營地開放啟用。
1973年，馬基被委任為香港總監。同年，刊物《香港童軍》創刊；香港童軍代表團參加首屆亞太區暨菲律賓金禧大露營。
1974年，古匡昌被委任為香港訓練總監。同年，香港童軍代表團出席第9屆亞太區童軍會議、參加第6屆日本全國童軍大露營；童軍知友社榮獲亞太區童軍傑出社會服務獎；香港童軍總會成立審訂深資童軍支部及童軍服務員之訓練課程的研究組、成立檢討現行之領袖訓練政策的研究組、在烏溪沙青年新村舉行青年隊伍聯誼大會、舉行全港區總監會議、舉行全港旅團領袖評議會、設立童軍獎勵計劃、開始推行領袖意見調查、開始推行旅團實況調查。
1975年3月9日，大埔洞梓童軍中心正式開放啟用。同年，香港童軍總會舉行第1屆全港童軍青年論壇、成立接納外界女性加入深資童軍支部之試驗性拓展團；香港童軍代表團出席第3屆亞太區社區發展研討會、參加第14屆世界童軍大露營；新領袖訓練政策研究組及審訂深資童軍支部及童軍服務員訓練課程研究組之報告書面世；馬基兼任香港訓練總監、鄭永生被委任為亞太區童軍公共關係工作小組委員。
1976年，香港童軍總會舉辦第4屆亞太區社區發展研討會、成立訓練研究委員會；香港童軍總會會務委員會通過新會之會章；東九龍地域成立；香港童軍代表團出席第10屆亞太區童軍會議、參加由菲律賓童軍總會贊助之童軍交換計劃、參加由日本童軍總會贊助之童軍交換計劃。
1977年4月16日，香港童軍總會成為世界童軍組織的第111名會員，脫離了英國童軍總會。

同年，麥理浩爵士出任香港總領袖、馬基出任香港總監、石耀祖被委任為香港訓練總監；香港童軍總會成立銀禧區、公佈七年拓展計劃(計劃E)政策文件、開始推動銀禧計劃、舉行銀禧紀念餐舞會、在新界上水鳳溪中學舉行第3屆青年隊伍聯誼大會、重設樂行童軍支部；香港童軍代表團出席第26屆世界童軍會議、前往馬來西亞童軍總會、新加坡童軍總會、印度尼西亞童軍總會及泰國童軍總會訪問、出席第2屆亞太區童軍大露營、印度尼西亞全國童軍大露營、韓國全國童軍大露營及日本全國童軍大露。
1978年，香港童軍總會正式接納女性為深資童軍支部成員。同年，香港童軍總會通過「香港童軍總會《政策、組織及規條》第一冊」、通過十年計劃之目標、通過女性可擔任各級領袖及總監人員之職務、通過修訂會章、舉辦第11屆亞太區童軍會議、香港第1屆領袖訓練員專訓班；港島地域總部鄧肇堅大廈啟用；香港童軍代表團參加第1屆亞太區社區服務營、第4屆馬來西亞全國童軍大露營及第7屆日本全國童軍大露營。
1979年，香港童軍代表團出席第27屆世界童軍會議、參加第3屆特能童軍大露營、亞太區訓練研討會及第4屆亞太區童軍大露營。同年，香港童軍總會在九龍尖沙咀海運大廈舉行「歡樂的童軍」大型展覽會。

## 八九十年代[3]
1980年，香港總監馬基獲選為亞太區童軍委員會委員，並獲世界童軍組織頒授銅狼勳章。同年，第1屆全港童軍總監政務會議舉行；香港童軍總會實施新修訂之支部領袖訓練系統、修訂組織系統、將樂行童軍支部納入訓練署；電視播映共13集有關童軍運動之戲劇性連續片集《小虎隊》；香港童軍代表團參加第12屆亞太區童軍會議、第10屆亞太區童軍社區發展研討會、日本童軍總會之邀請活動、第10屆泰國童軍大露營、新加坡童軍七十週年紀念大露營；世界童軍基金會主席富馬博士訪港；石耀祖被委任為亞太區童軍訓練小組委員會副主席；梁超文被委任為亞太區童軍財務小組委員會委員。
1981年，黃楊子潔被委任為香港訓練總監。同年，香港童軍代表團出席第28屆世界童軍會議、美國全國童軍大露營、亞太區童軍大露營、訪問斯里蘭卡童軍總會、出席日本童軍總會之邀請節目；香港童軍總會舉辦各項特別節目以配合國際傷殘人士年、公佈「八十年代的主要方針」、主辦國際特能童軍研討會。
1982年，香港總督尤德爵士出任為香港童軍總領袖。同年，大同地域成立；香港童軍總會舉辦「世界童軍年」各項節目活動以慶祝世界童軍75週年、主辦香港國際大露營、進行「天虹計劃」；香港童軍代表團出席第13屆亞太區童軍會議、第7屆亞太區童軍大露營、傷健大露營、白浪島大露營、第8屆日本全國童軍大露營、日本童軍總會之邀請計劃、第8屆亞太區童軍大露營。
1983年，香港童軍代表團參加第15屆世界童軍大露營、出席第29屆世界童軍會議、特能童軍活動研討會、泰國全國深資童軍大露營、第3屆亞太區童軍公共關係研討會、瑞典國際大露營、日本童軍總會之邀請計劃、防止濫用藥物童軍研討會。同年，白沙灣海上活動中心啟用。
1984年，許宗盛被委任為亞太區童軍社區發展小組委員會委員，並獲泰國童軍總會頒授一級榮譽獎章。同年，盧觀榮被委任為亞太區童軍財務小組委員會委員、黃楊子潔被委任為亞太區童軍訓練委員會主席及世界童軍訓練委員會委員、盧偉誠被委任為亞太區童軍青少年活動小組委員會委員；香港童軍總會舉辦多項節目活動以嚮應國際青年年、舉行亞太區專業童軍執行幹事管理証書課程、成立小童軍訓練支部、開始接納女童為幼童軍支部成員；香港童軍代表團參加第14屆亞太區童軍會議、第1屆菲律賓童軍社區拓展研討會、國際童軍活動與訓練研討會、第19屆蘇格蘭國際小隊露營、日本童軍總會之邀請計劃、日本深資童軍露營、韓國國際樂行童軍大會。
1985年，周湛燊被委任為香港總監。同年，香港童軍代表團參加第30屆世界童軍會議、梅富根100週年紀念、新加坡青年論壇、85年美國大露營、韓國國際青年年童軍露營、日本童軍總會邀請計劃、亞太區國際青年年實務工作營、第9屆亞太區童軍大露營、85'穗港澳青年聯歡節；香港童軍總會獲世界童軍組織頒發「國際青年年傑出活動」獎牌。
1986年，香港總監周湛燊被選任為亞太區童軍委員會委員，並與黃楊子潔一同獲亞太區童軍總會頒授三十週年紀念章。同年，香港童軍代表團參加第15屆亞太區童軍會議、奧地利童軍大露營、日本童軍總會邀請計劃、第7屆韓國童軍大露營、第9屆日本全國童軍大露營；香港童軍總會在柴灣公園(即舊柴灣童軍營地)豎立牌匾以紀念香港童軍75週年。
1987年，香港總督衛奕信爵士出任香港童軍總領袖。同年，香港童軍總會修訂會章、出版《香港童軍七十五》；新界地域總部鄧肇堅男女童軍中心落成啟用；香港童軍代表團參加第16屆世界童軍大露營、第1屆尼泊爾童軍大露營、日本童軍總會邀請計劃、第5屆日本傷健大露營、六一國際兒童節。
1988年，許宗盛被委任為亞太區童軍社區發展小組委員會副主席。同年，香港童軍代表團參加第31屆世界童軍會議、第5屆曼谷市大露營、第21屆蘇格蘭小隊露營、日本深資童軍大露營、訪問廣州桂林；香港童軍總會出版新《政策、組織及規條》綜合版本。
1989年，許招賢被委任為亞太區童軍社區發展小組委員會委員。同年，香港童軍代表團參加第16屆亞太區童軍會議、日本童軍總會邀請計劃、第12屆泰國童軍大露營；白沙灣譚華正海上活動中心行政大樓啟用。
1990年，香港總監周湛燊獲世界童軍組織頒授銅狼勳章。同年，香港童軍代表團出席第32屆世界童軍會議、穗港青年大露營、第8屆韓國童軍大露營、第10屆日本全國童軍大露營、日本童軍總會邀請計劃、第22屆蘇格蘭國際小隊露營、馬來西亞國際大露營。
1991年為香港童軍80週年慶典，香港童軍總會相繼舉行了多項多姿多采的紀念活動。同年舉行新總部大廈「香港童軍中心」的奠基典禮；盧偉誠被委任為香港訓練總監；香港童軍總會成立活動與訓練檢討委員會；香港童軍代表團參加第17屆世界童軍大露營、日本童軍總會邀請計劃、第13屆泰國童軍大露營、美國童軍夏令營職員計劃、亞太區童軍社區發展檢討工作坊、亞太區童軍總幹事高峰會議。
1992年，香港總督彭定康出任香港童軍總領袖、盧偉誠被委任為亞太區童軍訓練小組委員會副主席、梁國生被委任為亞太區童軍價值觀小組委員會成員、譚超雄被委任為亞太區童軍策略研究工作小組委員。同年，香港童軍總會獲世界童軍協會—亞太區指定為亞太區童軍基金的信託管理人；香港童軍代表團出席第17屆亞太區童軍會議香港代表團分別參加韶關、日本、馬來西亞、泰國、瑞士、美國舉行之大露營、交換計劃、研討會等海外活動、出席亞太區童軍總幹事高峰會議。
1993年1月1日，盧觀榮被委任為署理香港總監。同年7月1日，周湛燊被委任為香港總監。同年，香港總監周湛燊獲選為世界童軍委員會委員、盧偉誠被委任為世界童軍人力資源委員會委員、盧觀榮被委任為亞太區童軍財務小組委員會司庫；香港童軍代表團參加第33屆世界童軍會議、第14屆泰國童軍大露營、美國童軍大露營、日本童軍總會舉行之世界兒童大會及邀請計劃、韶關香港青少年夏令營。同年1月30日至1月31日，香港童軍總會在新界沙田香港體育中心舉行領袖訓練人員會議。同年12月5日，香港童軍總會在香港島黃竹坑警察訓練學校舉行全港區總監研討會。
1994年6月，香港童軍總會連同九龍地域、東九龍地域由摩士大廈遷往香港童軍中心，英國童軍總會會長根德公爵探訪新總部大廈。同年，許宗盛被委任為亞太區童軍基金委員會委員；香港童軍總會舉行第1屆亞太區童軍活動與訓練總監研討會；香港童軍代表團參加第11屆日本全國童軍大露營、第9屆韓國童軍大露營。
1995年，國際總監許宗盛獲委任為亞太區童軍委員會委員、盧偉誠獲委任為亞太區童軍人力資源小組委員會主席、葉建生獲委任為亞太區童軍青少年活動小組委員會委員、王健明獲委任為亞太區童軍公共關係小組委員會委員。同年，香港童軍代表團出席第18屆亞太區童軍會議、第18屆世界童軍大露營、95韓國童軍露營、瑞典童軍露營；貝登堡勳爵家族成員米高及溫蒂訪港，為懸掛在香港童軍中心地下大堂中央的貝登堡勳爵肖像揭幕；童軍知友社延續教育中心啟用。
1996年2月5日至2月13日，第40屆亞太區童軍專業領袖基本管理訓練班在香港島大潭童軍中心舉行。同年2月10日至2月11日，亞太區童軍人力資源委員會暨成人領袖訓練工作小組聯合會議在香港舉行。同年12月28日，香港童軍總會在香港島黃竹坑警察訓練學校舉行周湛燊總監告別會操。同年，香港童軍代表團參加第34屆世界童軍會議；香港童軍總會與永隆銀行合辦童軍信用卡。
1997年1月1日，許招賢被委任為香港總監。同年4月4日至4月6日，香港童軍代表團出席首屆亞太區童軍人力資源管理研討會。同年9月4日，訓練署分拆為訓練署及青少年活動署、康寶森被委任為香港訓練總監、陳肖齡被委任為首位香港青少年活動總監。
1998年7月19日至7月24日，亞太區童軍領袖訓練主任訓練班在新界烏溪沙青年新村舉行。同年7月22日至7月24日，第二屆亞太區青年論壇在突破青年村舉行。同年7月26日至7月31日，第19屆亞太區童軍會議在香港童軍中心舉行。同年12月27日至1999年1月6日，香港童軍代表團參加第19屆世界童軍大露營。
1999年，香港童軍代表團參加第35屆世界童軍會議。
1999年12月28日至2000年1月2日於西貢東郊野公園之灣仔半島舉行「香港童軍跨世紀大露營」，主題為「邁向新紀元，同享大自然」，參加人數達3,350人。在營期的其中一天(即1999年12月30日)，參加者更於5分鐘內造出世界最長之平結鍊，當中共有4,500個平結，全長6,858米。

## 2000年代
2000年3月1日，童軍技能評審局成立。同年4月1日，新界東地域成立、訓練署修訂之領袖木章訓練系統開始執行。同年8月29日，香港童軍總會成立救護服務隊。同年，香港童軍總會設立訓練中心、派出專責小組協助柬埔寨重新組織童軍運動、舉辦優異旅團獎勵計劃、確立「抱負、使名和價值觀」發展方向。
2001年1月12日，香港童軍總會採用新修訂之童軍誓詞。同年12月23日至12月26日，香港童軍總會於新界西貢灣仔半島舉行香港童軍運動九十週年紀念大露營。同年，香港童軍總會成立內地聯絡辦公室。
2002年2月，香港童軍總會成立策劃署。同年4月1日，將軍澳區成立。同年4月26日至4月28日，第45屆貝登堡會士會盟在香港舉行，世界童軍基金會名譽會長卡爾十六世·古斯塔夫(瑞典國王)親臨出席。同年6月1日，大埔區分拆為大埔南區及大埔北區、北區分拆為雙魚區及壁峰區。同年7月15日至7月19日，香港童軍代表團出席世界童軍大會。同年，香港童軍總會參與香港政府教育統籌局的制服團體計劃、成立國際及內聯署；副香港總監(支援)許宗盛被推選為世界童軍委員會委員。同年12月28日至2003年1月8日，香港童軍代表團出席第20屆世界童軍大露營。
2003年非典型肺炎在港爆發，加強保障個人及公共衛生便成為抗禦傳染病蔓延的首要任務。為支持香港政府推行「全港每月清潔大行動」，香港童軍總會特別發動「香港衛生先鋒抗疫大行動」，以喚起全港市民對清潔香港的關注，並於2003年6月15日舉行啟動禮。這些行動得到了30,000多名童軍成員及其親友的響應。
2003年4月1日，沙田南區及沙田北區重組為沙田東區、沙田南區、沙田西區及沙田北區。同年7月1日，香港童軍總會重新規劃旺角區、深水埗東區、深水埗西區及油尖區的區界，並成立[深旺區。同年11月，香港童軍總會通善演藝中心啟用。同年，香港童軍總會成立區/旅團童軍發展資助計劃。
2004年1月1日，鮑紹雄被委任為香港總監。同年1月24日至1月27日，香港童軍總會與深圳青年聯合會及深圳市少先隊工作委員會在深圳市觀蘭湖高爾夫球會鄉村俱樂部合辦深港青少年交流營。